# Hypoplexia conjuncta
Hypoplexia conjuncta là một loài bướm đêm trong họ Noctuidae.